# Slaappraten
Slaappraten is een parasomnie waarbij iemand hardop praat tijdens de slaap. Net als slaapwandelen en nachtangst, komt slaappraten het meest voor bij delta-activiteit tijdens de non-remslaap of tijdens korte ontwakingen daaruit. Dit is te zien op een polysomnogram. Het kan ook optreden tijdens de remslaap, maar dit is minder waarschijnlijk omdat mensen tijdens de remslaap normaal gesproken verlamd zijn.

## Slaapstoornissen
Slaappraten kan op zichzelf bestaan, of voorkomen in het kader van een andere slaapstoornis, zoals:
- Remslaapgedragsstoornis (RBD) — vaak luid, emotioneel of grof
- Slaapwandelen
- Nachtangst — intense angst, schreeuwen, roepen
- Nachtelijk eetsyndroom

Slaappraten komt naar schatting bij ongeveer de helft van de kinderen voor, maar in de puberteit verdwijnt het fenomeen vaak. Ongeveer 4 op de 100 de volwassenen praat in zijn of haar slaap. Slaappraten lijkt in families voor te komen.